# سیارک ۲۷۰۴۸
سیارک ۲۷۰۴۸ (به انگلیسی: 27048 Jangong، نامگذاری:1998RO80)۲۷۰۴۸مین سیارک کشف شده‌است که در ۱۴ سپتامبر ۱۹۹۸ کشف شد.